# 原产地证书
原产地证书（英語：Certificate of Origin，简称CO）是证明货物原产地和制造地的文件，同时也是各货物进口国海关征取货物关税时的依据。

## 分类

### 普通产地证
原产地证是出口国的特定机构出具的证明其出口货物为该国家（或地区）原产的一种证明文件。《中华人民共和国出口货物原产地证明书》是证明有关出口货物原产地为中华人民共和国的证明文件。

### 普惠制产地证
英文全称Generalized System of Preference Certificate of Origin Form A，简称Form A。